# DRG2
La proteína 2 de unión a GTP regulada por el desarrollo es una proteína que en humanos está codificada por el gen DRG2 . Cataliza la conversión de GTP en GDP a través de la hidrólisis del enlace gamma-fosfato en GTP. Cuando se hidroxila en C-3 de 'Lys-21' por JMJD7, puede unirse al ARN y desempeñar un papel en la traducción.
El gen DRG2 codifica la proteína 2 de unión a GTP regulada por el desarrollo, un nombre derivado del hecho de que comparte una similitud significativa con las proteínas de unión a GTP conocidas. Se identificó DRG2 porque se expresa en fibroblastos normales pero no en fibroblastos transformados con SV40. Se han identificado transcripciones de lectura completa que contienen este gen y un gen posterior, pero no se cree que codifiquen una proteína de fusión. Este gen se encuentra dentro de la región del síndrome de Smith-Magenis en el cromosoma 17.